# Zoológico de Palić
El Zoológico de Palić es un zoológico y jardín de 10 hectáreas (25 acres) fundado en 1949 y ubicado en Palić, al norte de Serbia, en un pequeño pueblo a 6 kilómetros (3,7 millas) de la ciudad de Subotica y a 5 kilómetros (3,1 millas) de la vía Budapest E75 - Belgrado.
Los locales creían que el agua y barro en el lago Palić tenía poderes curativos, y desde mediados de la década de 1880 hasta el comienzo de la Primera Guerra Mundial, Palić era un destino balneario popular. Después de la Segunda Guerra Mundial, el zoológico fue concebido como parte de un esfuerzo para traer turismo a la zona. el zoológico abrió sus puertas en 1949.